# Friedrich Loenartz
Johannes Maria Friedrich Loenartz (* 6. Februar 1887 in Koblenz; † 29. März 1929 in Köln) war ein deutscher Jurist und Politiker (Zentrum).

## Leben
Nach dem Abitur 1905 am Gymnasium studierte Loenartz Rechtswissenschaft an den Universitäten in Berlin, Heidelberg, Nancy und Bonn. Er war Mitglied der katholischen Studentenverbindung KStV Frisia Bonn im KV. Er legte am 9. Juni 1908 das Erste Juristische Staatsexamen ab, absolvierte im Anschluss das Referendariat an Gerichten und bestand am 22. November 1913 das Zweite Juristische Staatsexamen. Danach arbeitete der Gerichtsassessor in der Industrie und nahm von 1914 bis 1917 als Kriegsfreiwilliger am Ersten Weltkrieg teil. Während des Krieges wurde er mit dem Eisernen Kreuz I. Klasse ausgezeichnet.
Loenartz trat in den preußischen Staatsdienst ein und war von April 1917 bis März 1919 Regierungsassessor und Referent der Militär- und Baukommission beim Preußischen Staatskommissar für Volksernährung. Von dort aus wechselte er zum Landratsamt in Trier. Vom 28. August 1919 bis zum 16. Juli 1920 amtierte er zunächst kommissarisch und dann hauptamtlich als Landrat des Kreis Bitburg. Während der Rheinlandbesetzung 1923 wurde er als Gegner der Separatisten verhaftet und aus dem Rheinland ausgewiesen. Im Anschluss arbeitete er in einer preußischen Staatskanzlei. 1924 kehrte er zurück zum Landratsamt, das er bis zu seinem Ausscheiden aus dem Staatsdienst am 1. November 1927 leitete. In den folgenden beiden Jahren war er als Rechtsanwalt beim Oberlandesgericht Köln tätig. Er lebte bis zu seinem Tode 1929 in Köln-Braunsfeld.
Loenartz wurde im Februar 1921 für die Zentrumspartei als Abgeordneter in den Preußischen Landtag gewählt, dem er ohne Unterbrechung bis zu seinem Tode angehörte. Im Parlament vertrat er den Wahlkreis 20 (Köln-Aachen).